# مدیریت ورزشی
مدیریت ورزشی یا مدیریت ورزش، ادارهٔ کارا و اثربخش سازمان‌های ورزش و تربیت‌بدنی با استفادهٔ بهینه از منابع مالی و انسانی است. از تعریف عمومی‌ای که برای مدیریت وجود دارد، فاصلهٔ زیادی ندارد و در واقع بخش تخصصی ورزشی به دنبال این تعریف می‌آید. سازمان‌دهی، برنامه‌ریزی، واپایی (کنترل) و هدایت جهت دستیابی به اهداف در حوزهٔ ورزش و تربیت‌بدنی تعریفی است که برای مدیریت ورزشی می‌شناسیم. هویت مدیریت ورزشی امروزه در جهان کاملاً شناخته‌شده است؛ چراکه در دانشگاه‌های بزرگ جهان که رشتهٔ تربیت‌بدنی را دارند، مدیریت و برنامه‌ریزی یکی از رشته‌هایی است که در آنجا تدریس می‌شود.
برای مدیریت امور ورزشی از روش‌های مختلف بهره گرفته می‌شود، که یکی از آن‌ها پروژه‌بندی امور است. در این روش، هر قسمت از امور مدیریتی یک پروژهٔ کوچک در نظر گرفته و انجام می‌شود. البته، برای انجام آن، نیاز به دانش مدیریت پروژه است.